# Porfirio Díaz
José de la Cruz Porfirio Díaz Mori (Oaxaca de Juárez, 15 settembre 1830 – Parigi, 2 luglio 1915) è stato un politico e generale messicano.
Fu Presidente del Messico per tre mandati, dal 21 novembre 1876 al 6 dicembre 1876, dal 17 febbraio 1877 al 1º dicembre 1880 e dal 1º dicembre 1884 al 25 maggio 1911. Questo lungo periodo della storia messicana è noto come "Porfiriato".
È considerato a tutti gli effetti un dittatore dalla storiografia contemporanea per quanto concerne l'intero periodo del suo terzo mandato, durante il quale mantenne la carica senza libere elezioni, dopo aver fatto correggere in maniera bonapartista la Costituzione. Benché di idee liberali e sostenitore, prima dell'ascesa al potere, di un regime repubblicano, una volta assurto al vertice vi permase in forme dittatoriali.

## Biografia
Dopo gli studi teologici e giuridici, divenne bibliotecario del Collegio dello stato e professore di diritto. Nel 1854 iniziò la partecipazione alla vita politica, dando il suo voto in un plebiscito contro la continuazione della dittatura di Antonio López de Santa Anna. Allievo di Benito Juárez, combatté contro Antonio López, presidente conservatore, durante la "guerra di Riforma", il conflitto civile che oppose centralisti e conservatori (federalisti). Dopo essere entrato nell'esercito, nel 1861 venne eletto deputato del Congresso federale, tornando poi nuovamente alla vita militare, in difesa del governo del presidente Benito Juárez, venendo promosso nello stesso anno generale di brigata. Di idee liberali, a partire dal 1862 fu fiero oppositore dell'invasione francese del paese. Riscosse vari successi contro le truppe francesi e, fatto prigioniero a Puebla, riuscì a fuggire a Città del Messico, mettendosi al servizio di Juárez.

Porfirio Diaz in occasione dei festeggiamenti per il centenario dell'indipendenza del paese, 1910.

Nominato comandante dell'esercito del Centro, fu assediato dal generale francese Bazaine e non ricevendo soccorsi, fu fatto un'altra volta prigioniero e tradotto a Puebla. Riconquistate Oaxaca e Città del Messico, consentì il ritorno di Juárez, con la definitiva sconfitta dell'imperatore filo francese Massimiliano (vd. Secondo Impero messicano).
Eletto deputato nel 1870, ritornò alla politica attiva e costruì attorno a sé un movimento politico per giungere alla presidenza della Repubblica. Candidato ma non eletto alla presidenza nel 1867 e nel 1871, conquistò il potere nel 1876 spodestando Lerdo di Tejada e assumendo il governo provvisorio (risultando eletto solo l'anno dopo), dopo che il presidente in carica aveva tentato la rielezione (proibita dalla Costituzione messicana). Mantenne la carica di presidente la prima volta fino al 30 novembre 1880. Dopo la presa del potere, allo scadere del suo primo mandato non si ricandidò, venendo eletto Manuel González, legato a lui.
Tuttavia, nel 1884, vista la corruzione crescente e l'incompetenza del governo, si ripresentò e dopo aver vinto modificò la Costituzione del 1857 in modo da consentirgli di venire rieletto. Restò al potere ininterrottamente fino al 1910. Il lungo periodo del suo governo dittatoriale garantì lo sviluppo dell'industria, dei commerci e dei trasporti (strade, ferrovie, telegrafi), rendendo tuttavia dipendente il paese dalle imprese estere aprendolo opportunamente alla colonizzazione dei capitali stranieri (concessione dei diritti di sfruttamento del suolo), benché ciò assicurasse la modernizzazione. Durante gli anni di ininterrotto potere, strinse un patto con le élite agrarie e il padronato latifondista (che si era assicurato il controllo degli ejidos, le terre pubbliche comunali, sfruttando i peones), composto dagli hacendados, riducendo gli spazi di libertà civile (non fu fatto alcuno sforzo per l'istruzione delle classi povere) e politica, e operando repressioni ai danni del movimento operaio, attraverso la proibizione degli scioperi.
La giornalista investigativa statunitense Nellie Bly nel 1886 scrisse molti articoli, poi raccolti in un libro, tesi a denunciare le condizioni sociali del paese e la dittatura di fatto instaurata da Diaz. La giornalista fu costretta presto ad abbandonare il Messico.
Perseguì il rigore di bilancio e il risanamento finanziario.
Ebbe anche l'appoggio di numerosi intellettuali fra i quali Francisco G. Cosmes, Telésforo García, Francisco Bulnes, Salvador Díaz Mirón, Federico Gamboa, Victoriano Salado Álvarez.
Porfirio Diaz fu pure massone. Tra il 1890 e il 1901 riuscì a unire diverse obbedienze massoniche, in alcuni casi con la forza. Fu Gran maestro della Gran Loggia "La Gran Dieta Simbólica" fino al 1901, data della sua dissoluzione.
Nel 1904 Diaz, acuendo la stretta autoritaria, scelse come vicepresidente Ramón Corral, responsabile dell'eccidio degli indiani Yaqui. Nel 1908 annunciò in un'intervista al Pearson's Magazin il suo ritiro dalla scena politica e aprì alla possibilità di nuove elezioni democratiche. In seguito però le divisioni in seno alla componente liberale lo spinsero a correre ancora una volta per la rielezione sfidando Francisco Madero, di idee riformatrici. Madero perse le elezioni, come era prevedibile, ma il seme della rivoluzione era ormai germogliato. Le condizioni di vita dei proletari e dei contadini, unite alle chiusure nei confronti dei settori intellettuali crearono una forte opposizione al suo governo che sfociò in un'insurrezione armata nel 1910 guidata da Francisco Madero, dal celebre guerrigliero Pancho Villa, un bandito del nord del paese, e Emiliano Zapata, un piccolo agricoltore e allevatore del sud.
Madero, dopo aver tentato di opporsi all'ennesima ricandidatura di Díaz, venne arrestato e dovette rifugiarsi in Texas, da cui incitò alla ribellione i contadini, che dettero vita a violente sommosse a Chihuahua e Morelos, divenuti rapidamente centri della rivoluzione. Leader borghesi della sollevazione furono Álvaro Obregón e Venustiano Carranza.
A seguito della caduta di Ciudad Juárez il 10 maggio 1911, Díaz si dimise il 25, recandosi in esilio a Parigi, dove morì nel luglio del 1915. Durante l'esilio effettuò viaggi con la sua famiglia in Spagna, Svizzera, Egitto, Italia (dove fu ricevuto in udienza da Papa Benedetto XV) e Germania, ricevendo omaggi e onori.

## Porfiriato

### Il regime
Il concetto eponimo di porfiriato definisce un modello dittatoriale autoritario, fondato sull'apertura economica, la limitazione degli spazi individuali di libertà, la compressione del ruolo degli intellettuali, il patto con le gerarchie ecclesiastiche (a dispetto delle forti componenti anticlericali tra i liberali) e la repressione dei movimenti sindacali e operai.
Istituì la "Ley Fuga" (Legge della fuga), che consentiva di sparare ai prigionieri che tentavano di fuggire. Questo metodo era comunemente usato per sbarazzarsi degli avversari politici.
Per celebrare il centenario del Grito de Dolores e il compleanno di Porfirio Díaz, le autorità hanno organizzato grandi festeggiamenti. Centosei leader politici, militari e intellettuali degli Stati Uniti hanno partecipato: il Vicepresidente, il Segretario di Stato e il Segretario del Tesoro, 14 deputati, 20 senatori, 14 alti funzionari del Dipartimento di Stato, governatori, presidenti di università, generali e ammiragli. I festeggiamenti sono costati 20 milioni di pesos; sono stati bevuti 20 vagoni di champagne provenienti dalla Francia.
Il Porfiriato è stato anche il riconoscimento della supremazia bianca. L'ambasciatore statunitense Henry Lane Wilson lo avrebbe elogiato dopo la sua caduta: "Diaz non era solo un autocrate, era anche un governante saggio e giusto, un patriota sincero e un uomo onesto". Sulle fondamenta della barbarie azteca, dell'ignoranza e della superstizione, stese una sottile patina di supremazia ariana". Per il presidente Calvin Coolidge: "durante gli oltre trent'anni del presidente Diaz, siamo stati particolarmente incoraggiati a fare investimenti", aggiungendo che in seguito è subentrato il "disordine".

#### Politica economica
Durante il porfiriato, per compensare la mancanza di capitale messicano (molti capitalisti messicani che non erano proprietari terrieri e che vivevano all'estero senza partecipare alla vita politica preferivano investire il loro denaro in Europa o negli Stati Uniti) furono incoraggiati gli investimenti esteri. A capo di questo piano di sviluppo economico è stato posto José Yves Limantour. La maggior parte degli investimenti proviene dagli Stati Uniti, seguiti da inglesi, francesi, tedeschi e spagnoli. Gli investitori stranieri avevano una preponderanza totale nelle infrastrutture (ferrovie, porti, telegrafi e telefoni), nelle miniere, nel petrolio, nel tessile, nelle piantagioni e nell'industria. Dal 1906 in poi ci furono molti scioperi, ma furono violentemente repressi.
Il sistema porfiriano è stato all'origine di disuguaglianze nello sviluppo che hanno causato tensioni: disuguaglianze tra settori (le esportazioni di prodotti minerari e materie prime sono cresciute notevolmente, mentre i prodotti alimentari e di consumo quotidiano sono diventati più scarsi) e disuguaglianze tra regioni. La produzione di mais è scesa da 2,5 milioni nel 1877 a 2 milioni nel 1910, mentre la popolazione è aumentata (tradotto in produzione pro capite, si tratta di una diminuzione del 50%).
Il salario del lavoratore rurale poteva essere di 20 o 25 centavos al giorno in casi estremi, e di 10 o 15 centavos per donne e bambini. Alla fine del XIX secolo la percentuale di bambini tra gli operai era di un ottavo. Uno studio medico spiega il basso consumo di sapone da parte dei lavoratori messicani con il fatto che "il sapone assorbirebbe il 25% del loro reddito". Inoltre, un gran numero di lavoratori non possiede una casa. Il tasso di analfabetismo era dell'80% nel 1910. Oltre a queste difficoltà, la crisi di Wall Street del 1907 ebbe ripercussioni sull'economia messicana, causando un'ondata di licenziamenti nel settore minerario e un aumento dei prezzi.
I grandi proprietari terrieri ottennero vantaggi notevoli e le società fondiarie accumularono milioni di ettari. Alla fine della presidenza di Díaz, il 97% delle terre coltivabili apparteneva all'1% della popolazione e il 95% dei contadini non era proprietario della terra, spesso diventando lavoratori agricoli in enormi hacienda o formando un proletariato urbano, le cui rivolte erano stroncate a una a una.

## Nei media
- La telenovela messicana Nozze d'odio, incentrata sulle vicissitudini di una giovane donna ai tempi di Porfirio Díaz, vede tra i personaggi di contorno anche il presidente, interpretato dall'attore José Luis Padilla.
- Il film messicano Il ballo dei 41 lo vede tra i personaggi quale padre della protagonista femminile, Amada Diaz, moglie di Ignacio de la Torre y Mier, coinvolto, secondo alcune ricostruzioni, nel caso del Ballo dei quarantuno.